# Dalian Airlines
Dalian Airlines (chinesisch 大连航空) ist eine chinesische Regionalfluggesellschaft mit Sitz in Dalian und Basis auf dem Flughafen Dalian-Zhoushuizi.

## Geschichte
Die Fluggesellschaft wurde 2011 als Joint Venture zwischen Air China und der Dalian Baoshui Zhengtong Co. gegründet, wovon Air China 80 % der Anteile an der Gesellschaft hält. Der erste Flug wurde am 31. Dezember 2011 durchgeführt und führte von Dalian nach Shenzhen.

## Flugziele
Dalian Airlines fliegt von Dalian Ziele innerhalb der Volksrepublik China an.

## Flotte
Mit Stand Januar 2025 besteht die Flotte der Dalian Airlines aus 13 Flugzeugen mit einem Durchschnittsalter von 11,3 Jahren:
| Flugzeugtyp    | Anzahl | bestellt | Anmerkungen                   | Sitzplätze (First/Business/Eco) |
| -------------- | ------ | -------- | ----------------------------- | ------------------------------- |
| Boeing 737-800 | 13     |          | elf mit Winglets ausgestattet | 159 (-/12/147) 167 (8/-/159)    |